# Santa Domenica Talao
Santa Domenica Talao é uma comuna italiana da região da Calábria, província de Cosenza, com cerca de 1.308 habitantes. Estende-se por uma área de 35 km², tendo uma densidade populacional de 37 hab/km². Faz fronteira com Orsomarso, Papasidero, Praia a Mare, San Nicola Arcella, Scalea.

## Demografia
| Variação demográfica do município entre 1861 e 2011                               |
|                                                                                   |
| Fonte: Istituto Nazionale di Statistica (ISTAT) - Elaboração gráfica da Wikipedia |